# Karl Neff (Unternehmen)
Die Karl Neff Unternehmensgruppe in Waldenbuch produzierte und vertrieb Spindeltriebe und Gewindetriebe. Das Unternehmen wurde 1905 in Waldenbuch gegründet und durchlief unterschiedliche gesellschaftliche Verhältnisse. Nach einem Konkursverfahren ging es in der Danaher Corporation auf. Ein Ableger des Unternehmens besteht bis heute als NEFF Gewindetriebe GmbH in Weil im Schönbuch.

## Geschichte

### Die Anfänge
Das Unternehmen wurde im Jahre 1905 von Karl Neff in Waldenbuch in Baden-Württemberg gegründet. Aus bäuerlichen Verhältnissen kommend, errichtete er in einem Bauernhaus in Waldenbuch eine mechanische Werkstätte, die er mit den Jahren ausbaute. Sein Programm erweiterte er ständig. Er begann mit der Herstellung von Spindeln aus Holz, mit denen eine Hobelbank oder eine Fuhrwerkbremse betätigt wurden. 1907 erweiterte er sein Produktprogramm um eine Spindel, mit der ein Klavierstuhl in seiner Höhe verstellt werden konnte. 1923 kam eine Wäsche- und Beerenpresse dazu. Dieser Produktidee blieb das Unternehmen bis zum heutigen Tag treu, heute jedoch mit hochtechnischen Antrieben.

### Wilhelm Neff
1956 führte Wilhelm Neff, der Sohn des Firmengründers, das Unternehmen weiter und konzentrierte sich mit 8 Arbeitnehmern auf die Fertigung von Spindeln für die Beschlag- und Möbelindustrie.

### Karl Neff
1972 übernahm der Enkel des Firmengründers, der ebenfalls den Vornamen Karl trägt, die Stellung eines persönlich haftenden Gesellschafters in der Karl Neff KG. Mit 12 Arbeitnehmern baute er ein Standardprogramm für Trapezgewindespindeln und Muttern auf, die er über Preis- und Lagerlisten anbot. Damit konnte Karl Neff die Anzahl der Kunden deutlich ausweiten.
1977 nahm Karl Neff eine Betriebsaufspaltung vor. Die Karl Neff KG wurde Besitzgesellschaft und eine neugegründete Neff GmbH die Betriebsgesellschaft. 1980 erzielte das Unternehmen einen Umsatz von 8 Mio. DM, 20 % des Umsatzes ging in den Export. Das Unternehmen beschäftigte 57 Arbeitnehmer und zählte über 4000 Kunden.
Im Jahre 1986 hatte das Unternehmen 107 Arbeitnehmer und erzielte einen Umsatz von 22 Millionen DM. Karl Neff plante jetzt in der Bonholzstraße 17 in Waldenbuch einen Fabrikneubau, der ein Jahr später bezogen wurde. Damit verbunden war die Installation einer neuen EDV mit einem PPS-System und ein rechnergesteuertes Lager.

### Expansion
1989 begann Karl Neff damit seine Produkte nicht mehr über einen eigenen Vertrieb zu verkaufen, sondern über selbstständige Vertriebspartner. Die Partner erhielten Gebietsschutz. Dafür entwickelte er ein Franchisesystem. Die Neff GmbH stellte die Hard und Software, das Werbematerial sowie die Schulung von Mitarbeitern zur Verfügung. Im Schnitt sollte der Franchisebetrieb drei Mitarbeiter beschäftigen und einen durchschnittlichen Umsatz von 3,5 Mio. DM erzielen. Die Handelsspanne des Franchise Partner sollte 20 % betragen. In einzelnen Regionen war Neff mit einer eigenen Vertriebsgesellschaft tätig.
Zur Unternehmensgruppe gehörten 21 Gesellschaften, unter anderem:
- PROMA Produkt und Marketinggesellschaft mbH, Waldenbuch,
- Neff Regional GmbH, Steinenbronn,
- F & E-Service-Agentur Dortmund GmbH,
- Aumel AG, Zug/Schweiz,
- NIASA, Lasarte-Otia, Spanien,
- PC-Automation Co. Ltd, Peking/China
- Neff A.T. Markt GmbH, Steinenbronn,
- Sykoma B.V., Sliedrecht/Niederlande
- Hermanos Neff Co., Nagoya/Japan

1991 erwarb Karl Neff von Lothar Späth als Geschäftsführer der Jenoptik Carl Zeiss Jena GmbH eine Mehrheitsbeteiligung an der Ausgliederung des Bereichs Kugelgewindetriebe mit 200 Arbeitnehmern. 1992 beschäftigte die Neff GmbH 165 Arbeitnehmer.
1992 gründete Karl Neff die Neff A.T. GmbH, Heilbronn, die Spindelhubgetriebe herstellte und über die Neff GmbH vertrieb. Diese Gesellschaft gehörte Karl Neff persönlich und war nicht im Besitz der Unternehmensgruppe. Diese Gesellschaft besteht bis heute als NEFF Gewindetriebe GmbH fort.

### Ökomanager des Jahres 1991
Am 24. Oktober 1991 wurden Karl Neff und Michael Otto in Frankfurt am Main als Ökomanager des Jahres 1991 ausgezeichnet. Karl Neff sei mit seinem Betrieb ein Vorbild der stahlverarbeitenden Branche. Alle Öle und Kühlstoffe würden gereinigt und wieder verwendet, eine Wärmerückführung senke den Verbrauch von Heizkosten. Es gebe keine FCKW-haltige Metallreiniger und die Rücknahme und Recycling von Altmetallen sei selbstverständlich.

### Konkurs
In den Jahren 1991 und 1992 musste das Unternehmen konjunkturbedingt einen starken Umsatzrückgang verzeichnen. Der Umsatz sank von 39 Millionen D 1990 auf € 35,4 Millionen DM 1992. Der Neubau in Waldenbuch war über Bankkredite finanziert worden. Die Banken waren jetzt nicht mehr bereit, Betriebsverluste zu finanzieren. Karl Neff suchte noch Unterstützung in der Geschäftsführung mit der Einstellung von Prof. Zott von der Steinbeis-Stiftung, der jedoch den Konkurs nicht abwenden konnte.
Am 28. Dezember 1992 beantragte die Neff GmbH beim Amtsgericht Stuttgart die Eröffnung des gerichtlichen Vergleichsverfahrens zur Abwendung des Konkurses. Das Gericht bestellte den Stuttgarter Rechtsanwalt Volker Grub zum vorläufigen Vergleichsverwalter. Ein gerichtlicher Vergleich mit der Mindestquote von 35 % war jedoch nicht erfüllbar. Deshalb eröffnete das Amtsgericht Stuttgart am 1. März 1993 das Anschlusskonkursverfahren. Grub wurde auch zum Konkursverwalter bestellt.
Er beauftragte die MCB Management Consulting Budde & Partner GmbH, Beilstein, mit der Erarbeitung einer Sanierungskonzeption. Das Unternehmen konnte saniert werden. Notwendig wurden klare Führungsstrukturen, eine Straffung der Produktpalette, Rationalisierung der internen Arbeitsabläufe und eine Reduzierung des Personalstandes auf 100 Arbeitnehmer. Notwendig wurde die Einsetzung eines Sanierungsmanagers.
Um den Makel eines Konkurses zu vermeiden, gründete der Verwalter eine Auffanggesellschaft mit dem Namen „Neff Antriebstechnik Automation GmbH“, Waldenbuch. Als Geschäftsführer bestellte er den Sanierungsmanager Jürgen Bay. Auf die neue Gesellschaft übertrug der Konkursverwalter in zwei Schritten zunächst die Vertriebsaktivitäten und sodann am 1. Juni 1993 auch den Gesamtbetrieb mit der Belegschaft. 33 Arbeitnehmer wurden gekündigt. 100 Arbeitnehmer gingen auf die neue Gesellschaft über. Einen Beratervertrag, den der Konkursverwalter Karl Neff anbot, konnte dieser nicht ausüben, da er auch persönlich in Zahlungsschwierigkeiten kam und ein gerichtliches Vergleichsverfahren zur Abwendung des Konkurses anmeldete.
Die Fortführung des Unternehmens war erfolgreich. Größere Unternehmen interessierten sich für eine Übernahme der Auffanggesellschaft.

### Unter Precision Technology
Am 19. April 1994 einigte sich der Konkursverwalter mit der schottischen Precision Technology Group Ltd., Glasgow, auf die Übernahme der Auffanggesellschaft zum 30. April 1994. Precision erwarb von Karl Neff KG und der Grundpfandgläubigerin Kreissparkasse Böblingen das Fabrikanwesen in Waldenbuch. Die Belegschaft wurde auf 120 Arbeitnehmer aufgebaut.
Precision war interessiert, auch die Neff A.T., Heilbronn, deren Geschäftsanteile noch bei Karl Neff persönlich lagen, zu übernehmen. Diese stellte Hubgetriebe her, die bisher ausschließlich von der Neff GmbH vertrieben wurden. Dazu kam es nicht, denn Karl Neff gründete die Sinsheimer Hubgetriebe GmbH, die mit ihren Produkten jetzt direkt an den Markt ging und mit Precision Technology konkurrierte.
1995 erwarb Neff Antriebs Automation GmbH aus dem Konkursverfahren der Michael Grässner KG die Auffanggesellschaft Graessner GmbH in Steinenbronn und Dettenhausen. Neff Antriebs Automation GmbH und Graessner GmbH erhielten eine gemeinsame Holding, die Precision Technology Deutschland GmbH. Das Ziel der Precision Technology Group war es, eine internationale Unternehmensgruppe zu formen, die sich durch Synergieeffekte gegenseitig ergänzt. Diese Pläne scheiterten. 2003 waren die Graessner GmbH und die Neff Antriebstechnik Automation GmbH die einzig noch tätigen operativen Gesellschaften. Die Obergesellschaften Precision Technology International Ltd. und Precision Technology Group Ltd. hatten zuletzt nur noch Holdingfunktion. Die auf jeder Stufe angesiedelte Verwaltungen hatte erhebliche Kosten für die beiden noch in Deutschland aktiven Gesellschaften zur Folge.
Schließlich stellten die Holdinggesellschaften in Großbritannien Insolvenzantrag. Am 6. Februar 2003 folgten die Precision Technology Deutschland GmbH und Graessner GmbH mit einem Insolvenzantrag beim Amtsgericht Tübingen. Das Gericht bestellte in beiden Insolvenzverfahren den Stuttgarter Rechtsanwalt Wolfgang Bilgery zum Insolvenzverwalter. Neff Antriebs Automation GmbH war selbst nicht vom Insolvenzverfahren betroffen. Der Insolvenzverwalter konnte für sie eine Insolvenz verhindern. Sie wurde unter dem Geschäftsführer Dr. Icks mit 141 Arbeitnehmern unverändert weitergeführt.

## Heute
Zum 1. Mai 2004 veräußerte Bilgery alle Gesellschaftsanteile an der Neff Antriebstechnik Automation GmbH an die Danaher Corporation in Washington D.C., einen weltweit führenden Hersteller von Antriebstechnik-Produkten, die das Unternehmen unter ihrer Tochtergesellschaft Danaher Motion, Barnstaple, Großbritannien, führt. Sie wurde im Konzern zur Thomson Neff Industries GmbH, Wolfschlugen, verschmolzen und das Produktportfolio zusammengelegt.
Die von Neff A.T. GmbH, an der Karl Neff persönlich beteiligt war und die nicht Teil der Firmengruppe war, besteht bis heute erfolgreich unter dem Namen Neff Gewindetriebe GmbH am Standort Weil im Schönbuch.